# Anachis rhodae
Anachis rhodae is een slakkensoort uit de familie van de Columbellidae. De wetenschappelijke naam van de soort is voor het eerst geldig gepubliceerd in 1968 door Radwin.